# پونته وکیو
پونته وِکیو (ایتالیایی: Ponte Vecchio; تلفظ ایتالیایی: [ˈponte ˈvɛkkjo] به معنی «پل قدیمی») یک پل قوسی سنگی قرون‌وسطایی در فلورانس ایتالیاست که بر روی رود آرنو بنا شده‌است. پونته وکیو به خاطر بازارچهٔ قدیمی‌اش شهرت دارد که در آغاز متعلق به گوشت‌فروشان بوده اما اکنون جواهرفروشان، سوغات‌فروشان و دلالان هنری در آن مشغول به کارند.
پل‌های پونته آله گراتزی و پونته سانتا ترینیتا همسایگان این پل روی رود آرنو به‌شمار می‌روند.

## نگارخانه

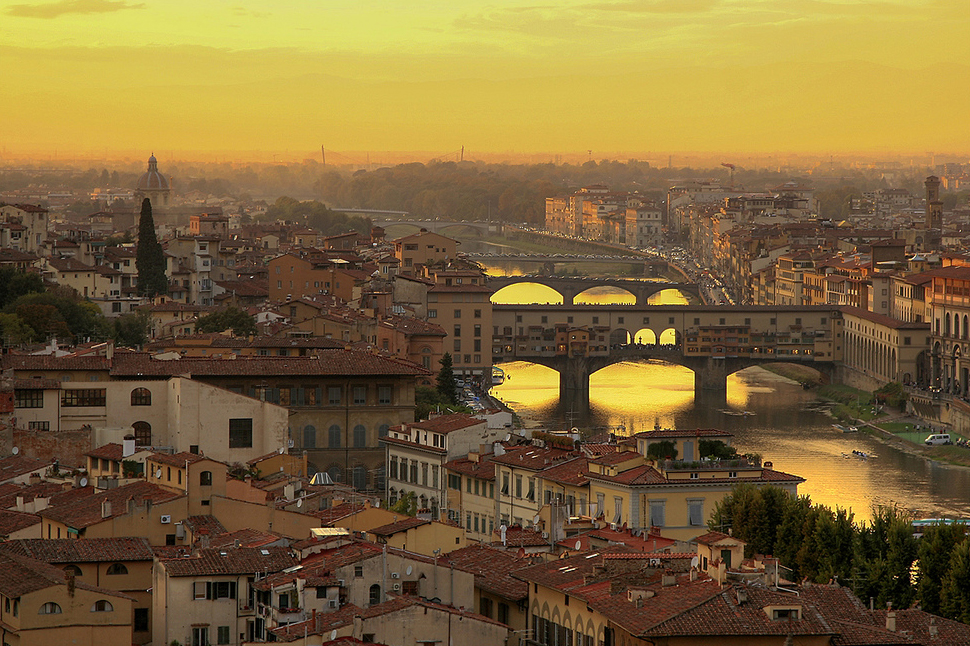
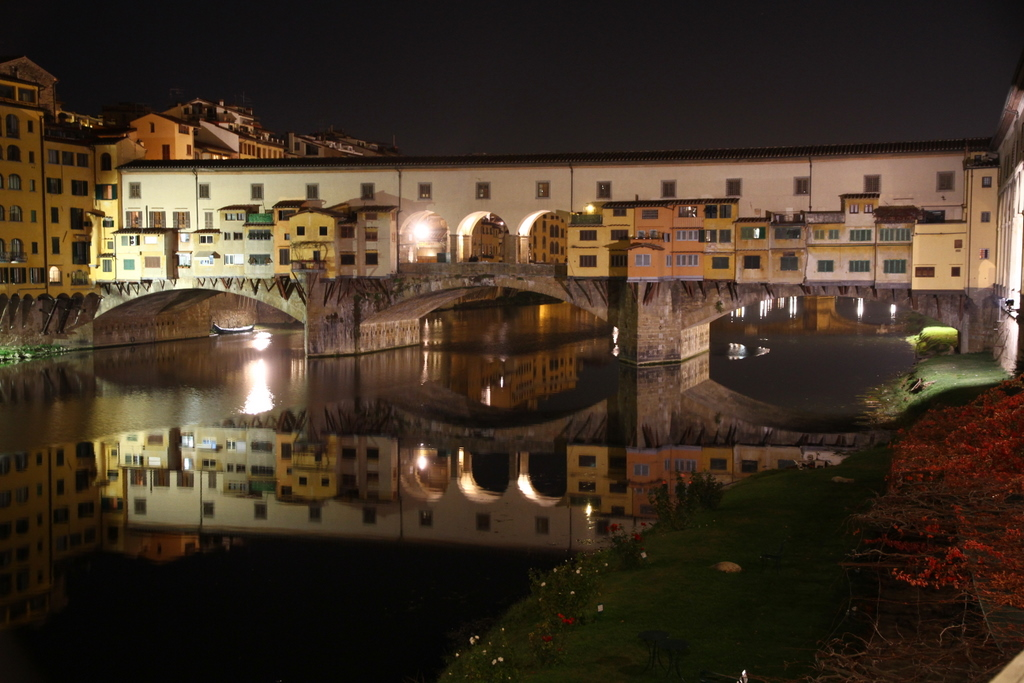
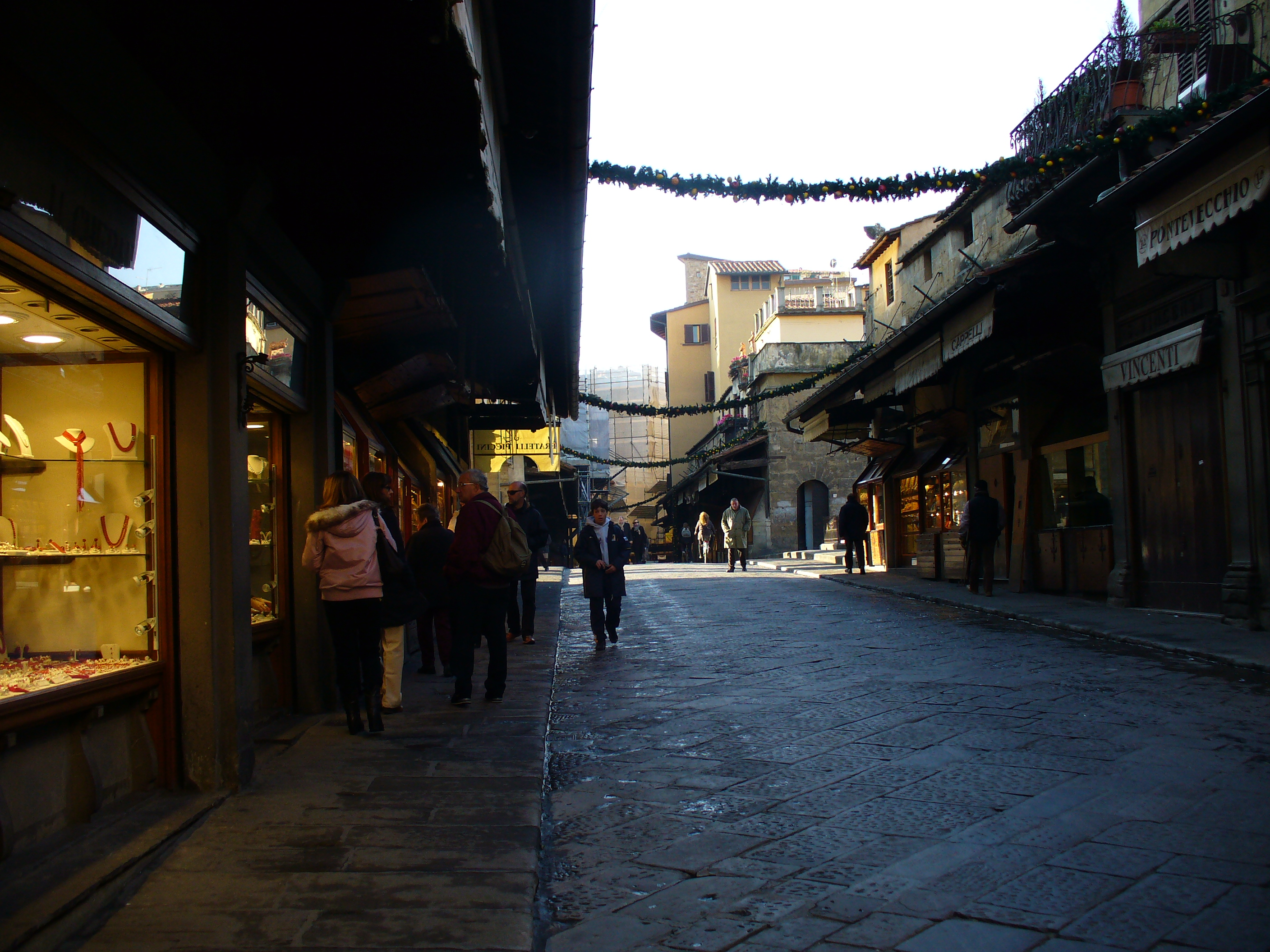
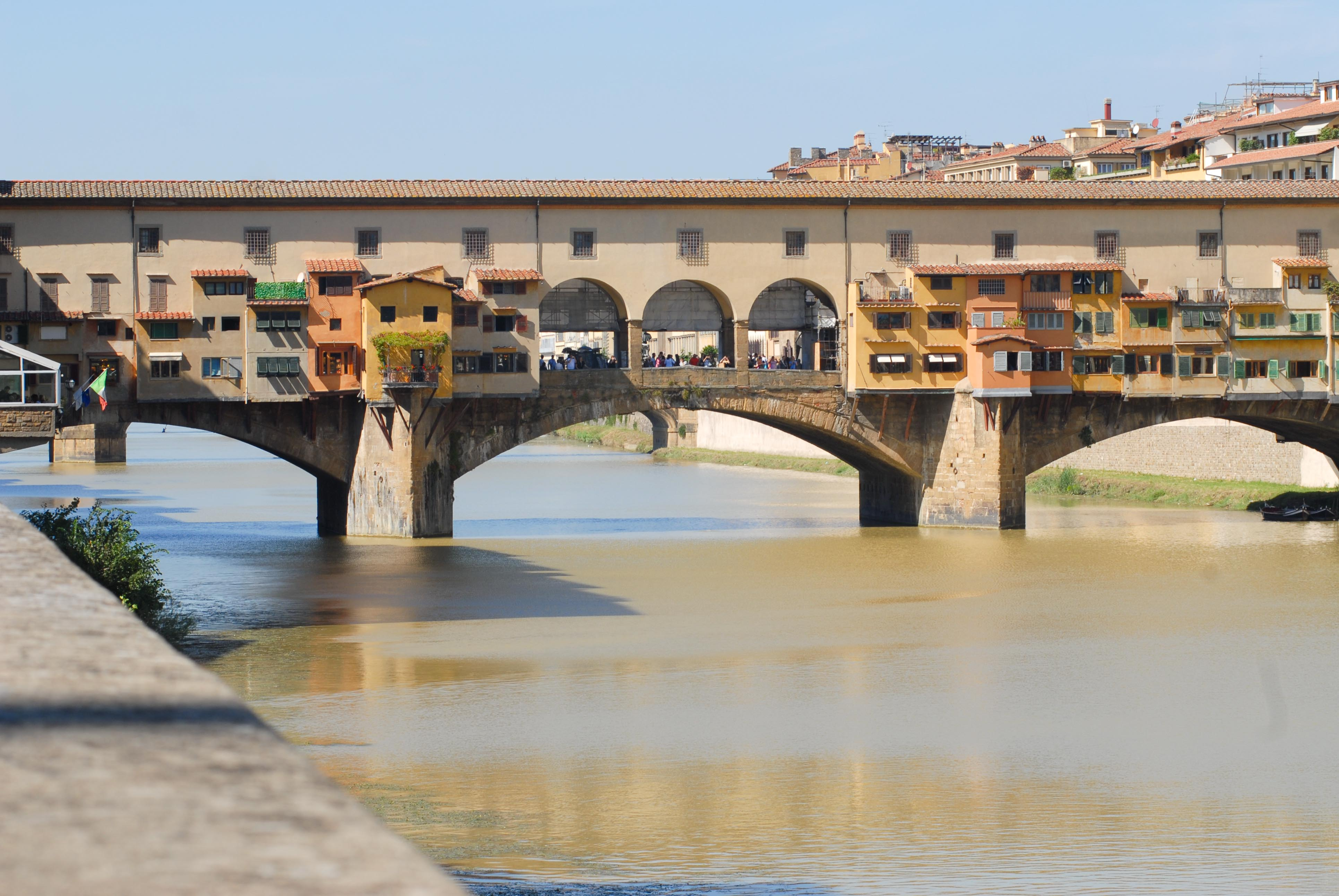
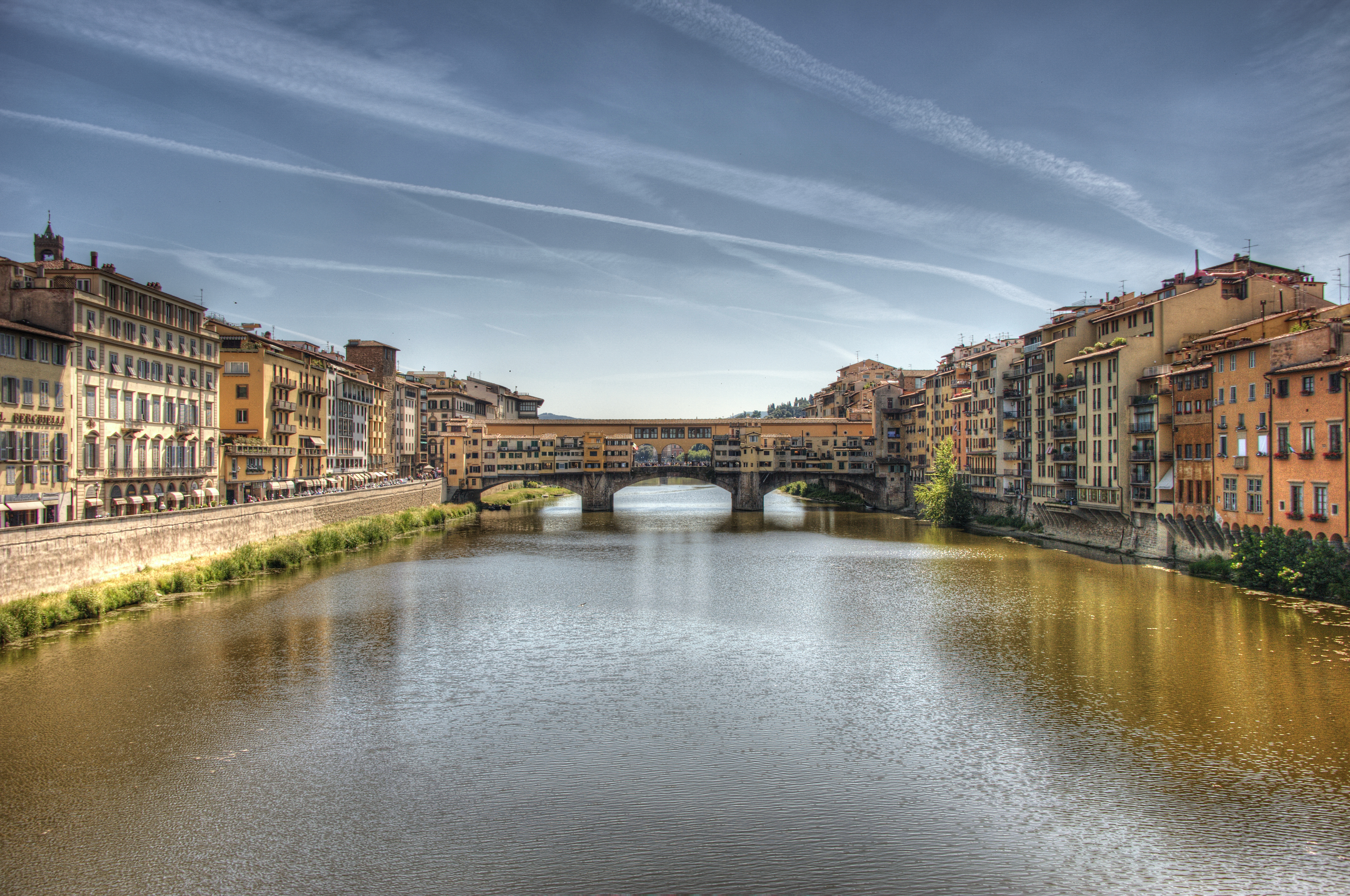
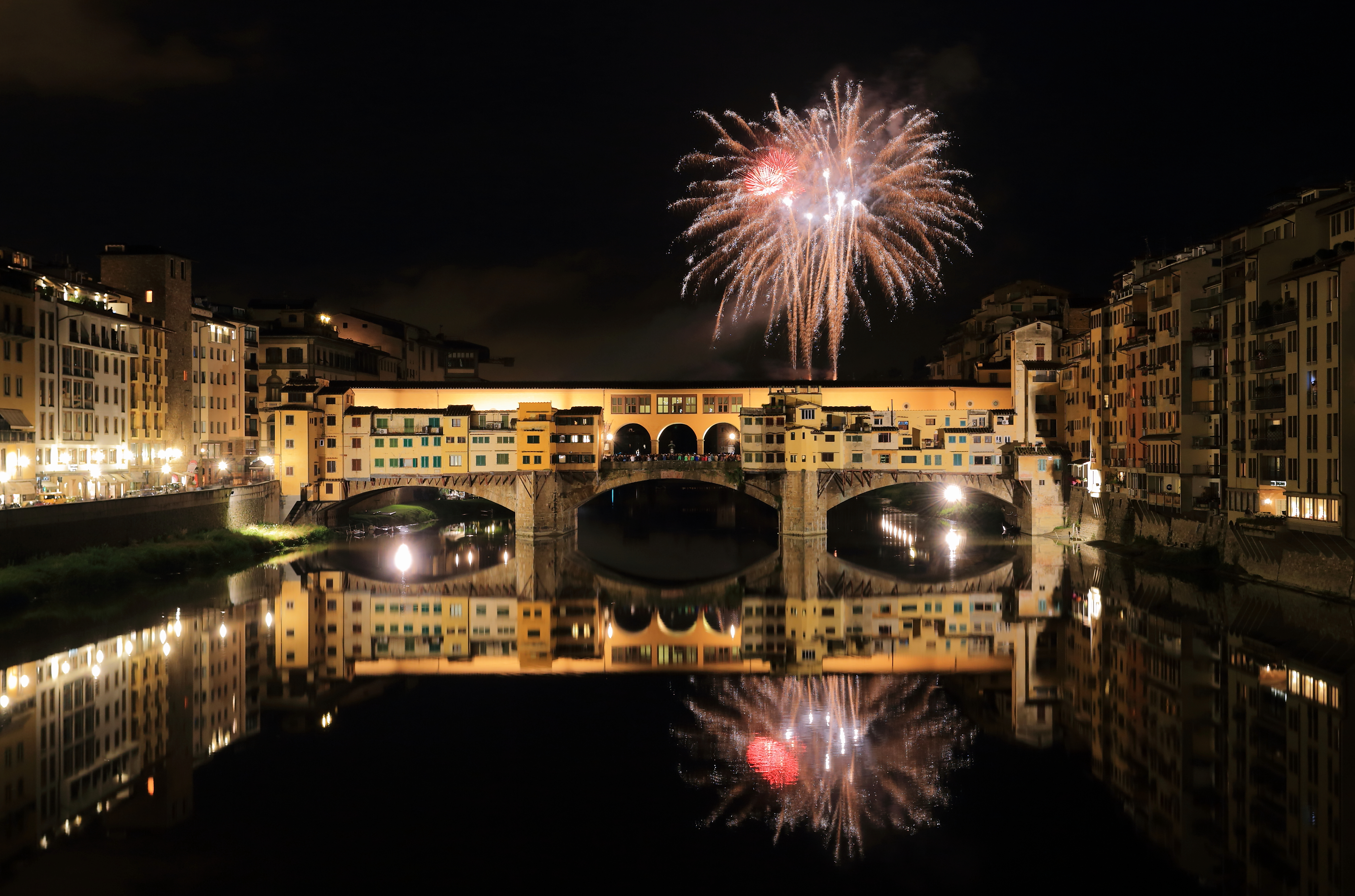
آتش‌بازی بر روی پُل پونته وکیو
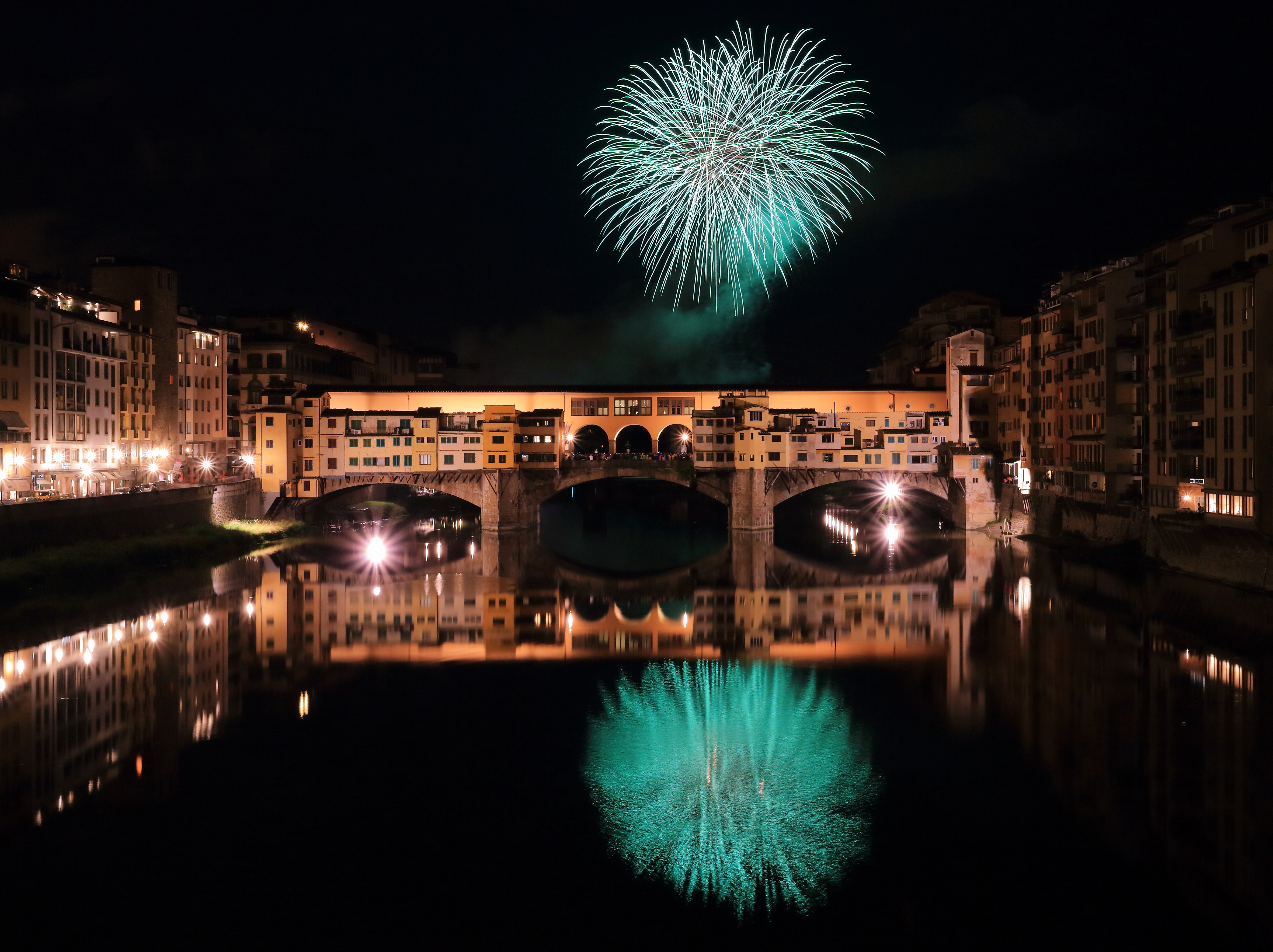
آتش‌بازی بر روی پُل پونته وکیو
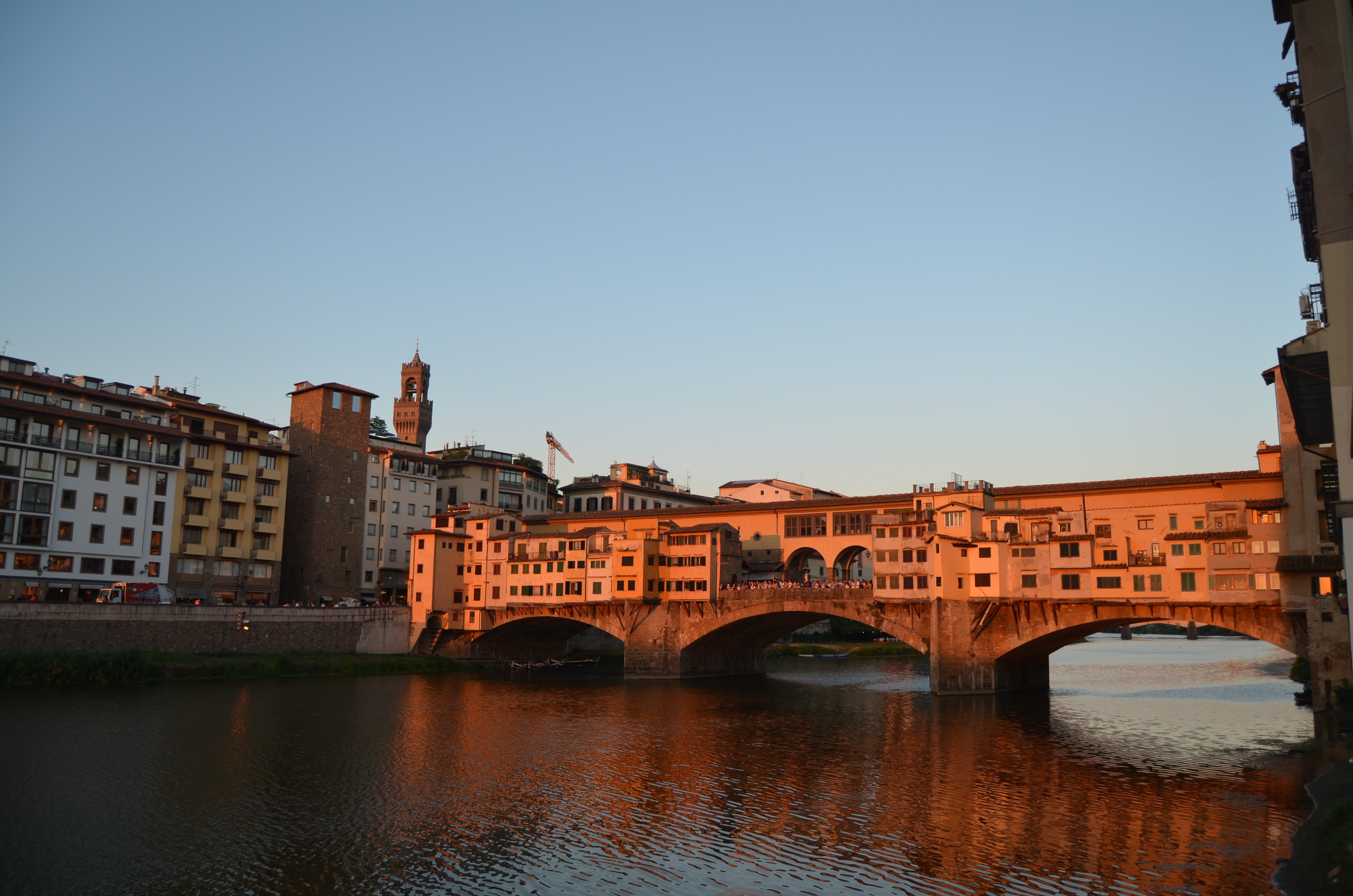